# Trapezoedru diminuat
În geometrie un trapezoedru diminuat este un poliedru dintr-un șir infinit, format prin îndepărtarea unui apex ( vârf polar) dintr-un trapezoedru și înlocuirea acestuia cu o nouă față, diminuată. Are o |bază regulată n-gonală, n fețe triunghiulare în jurul bazei și n romboizi deasupra. Romboizii pot fi înlocuiți și cu romburi cu proporții potrivite.
Alături de setul de piramide și piramide alungite, aceste figuri sunt din punct de vedere topologic autoduale.
Poate fi văzut și ca o antiprismă n-gonală augmentată cu o piramidă n-gonală pe una din fețele n-gonale și a căror înălțime este ajustată astfel încât fețele superioare triunghiulare ale antiprismei să poată fi făcute coparalele cu fețele piramidei și îmbinate în fețe în formă de romboid.
Ele sunt înrudite cu piramidele giroalungite, ca antiprisme augmentate și care sunt poliedre Johnson pentru n = 4, 5. Acest șir are seturi de câte două triunghiuri în loc de fețe romboidale.

## Exemple
| Simetrie                                          | C3v                       | C4v                              | C5v                                | C6v                               | C7v                                | C8v ...                           |
| ------------------------------------------------- | ------------------------- | -------------------------------- | ---------------------------------- | --------------------------------- | ---------------------------------- | --------------------------------- |
| Imagine                                           |                           |                                  |                                    |                                   |                                    |                                   |
| Formă rombică                                     |                           |                                  |                                    |                                   |                                    |                                   |
| Desfășurată                                       |                           |                                  |                                    |                                   |                                    |                                   |
| Fețe                                              | 3 trapeze 3+1 triunghiuri | 4 trapeze 4 triunghiuri 1 pătrat | 5 trapeze 5 triunghiuri 1 pentagon | 6 trapeze 6 triunghiuri 1 hexagon | 7 trapeze 7 triunghiuri 1 heptagon | 8 trapeze 7 triunghiuri 1 octogon |
| Laturi                                            | 12                        | 16                               | 20                                 | 24                                | 28                                 | 32                                |
| Vârfuri                                           | 7                         | 9                                | 11                                 | 13                                | 15                                 | 17                                |
| Trapezoedre                                       |                           |                                  |                                    |                                   |                                    |                                   |
| Simetrie                                          | D3d                       | D4d                              | D5d                                | D6d                               | D7d                                | D8d                               |
| Imagine                                           | 3                         | 4                                | 5                                  | 6                                 |                                    |                                   |
| Fețe                                              | 3+3 romburi (sau pătrate) | 4+4 romboizi                     | 5+5 romboizi                       | 6+6 romboizi                      | 7+7 romboizi                       |                                   |
| Laturi                                            | 12                        | 16                               | 20                                 | 24                                | 28                                 |                                   |
| Vârfuri                                           | 8                         | 10                               | 12                                 | 14                                | 16                                 |                                   |
| Piramidă giroalungită sau (antiprismă augmentată) |                           |                                  |                                    |                                   |                                    |                                   |
| Simetrie                                          | C3v                       | C4v                              | C5v                                | C6v                               | C7v                                | C8v                               |
| Imagine                                           | 3                         | 4                                | 5                                  | 6                                 |                                    |                                   |
| Fețe                                              | 9+1 triunghiuri           | 12 triunghiuri 1 pătrat          | 15 triunghiuri 1 pentagon          | 18 triunghiuri 1 hexagon          |                                    |                                   |

## Cazuri particulare
Există trei cazuri particulare de geometrii trapezoedrului trigonal diminuat. Cel mai simplu este cubul diminuat. Chestaedrul, numit după artistul Frank Chester, este construit cu triunghiuri echilaterale în jurul bazei, iar geometria ajustată astfel încât fețele romboidale să aibă aceeași arie ca și triunghiurile echilaterale. Ultimul poate fi obținut prin augmentarea unui tetraedru regulat și a unui octaedru, reținând 10 fețe triunghiulare echilaterale și apoi îmbinând 3 seturi de câte dpuă fețe triunghiulare echilaterale coparalele în 3 fețe rombice (cu unghiuri de 60°). Poate fi văzut și ca un tetraedru cu 3 vârfuri rectificate din cele 4 ale sale. Cele trei fețe rombice se pot desfășura pentru a forma jumătate dintr-o hexagramă.
| Topologia heptaedrică nr.31 cub diminuat                | Chestaedru (fețe cu arie egală)         | Octaedru augmentat (fețe echilaterale)                    |
| ------------------------------------------------------- | --------------------------------------- | --------------------------------------------------------- |
|                                                         |                                         |                                                           |
|                                                         |                                         |                                                           |
| 3 pătrate 3 triunghiuri 45-45-90 1 triunghi echilateral | 3 romboizi 3+1 triunghiuri echilaterale | 3 romburi cu unghiuri de 60° 3+1 triunghiuri echilaterale |